# 13922 Кременія
13922 Кременія (13922 Kremenia) — астероїд головного поясу, відкритий 19 вересня 1985 року.
Тіссеранів параметр щодо Юпітера — 3,387.